# اینسبروک لند
اینسبروک لند (به آلمانی: Innsbruck-Land District) یک ناحیه در اتریش است که در ایالت تیرول واقع شده‌است. اینسبروک لند ۱۶۷٬۳۳۹ نفر جمعیت دارد.